# Peneakî, Brodî
Peneakî (în ucraineană Пеняки) este localitatea de reședință a comunei Peneakî din raionul Brodî, regiunea Liov, Ucraina.

## Demografie
Componența lingvistică a localității Peneakî
     Ucraineană (99,84%)
     Alte limbi (0,16%)
Conform recensământului din 2001, majoritatea populației localității Peneakî era vorbitoare de ucraineană (99,84%), existând în minoritate și vorbitori de alte limbi.